# Папей
Папей (исл. Papey, исландское произношение: [ˈpʰaːpˌeiː] (слушать)о файле) — небольшой необитаемый остров на востоке Исландии (община Мулатинг в регионе Эйстюрланд).

## Этимология
Название остров Папей (дословно — «остров пап») получил из-за ирландских монахов-отшельников (исл. papar, дословно — «отцы» или «папы»), которые, в соответствии с ранними исландскими сагами, жили на острове с VII по IX век до того, как в Исландию прибыли норманны из Скандинавии. Помимо самого названия острова, на нём есть несколько топонимов указывающих на то, что там возможно жили католические монахи.

## Характеристика

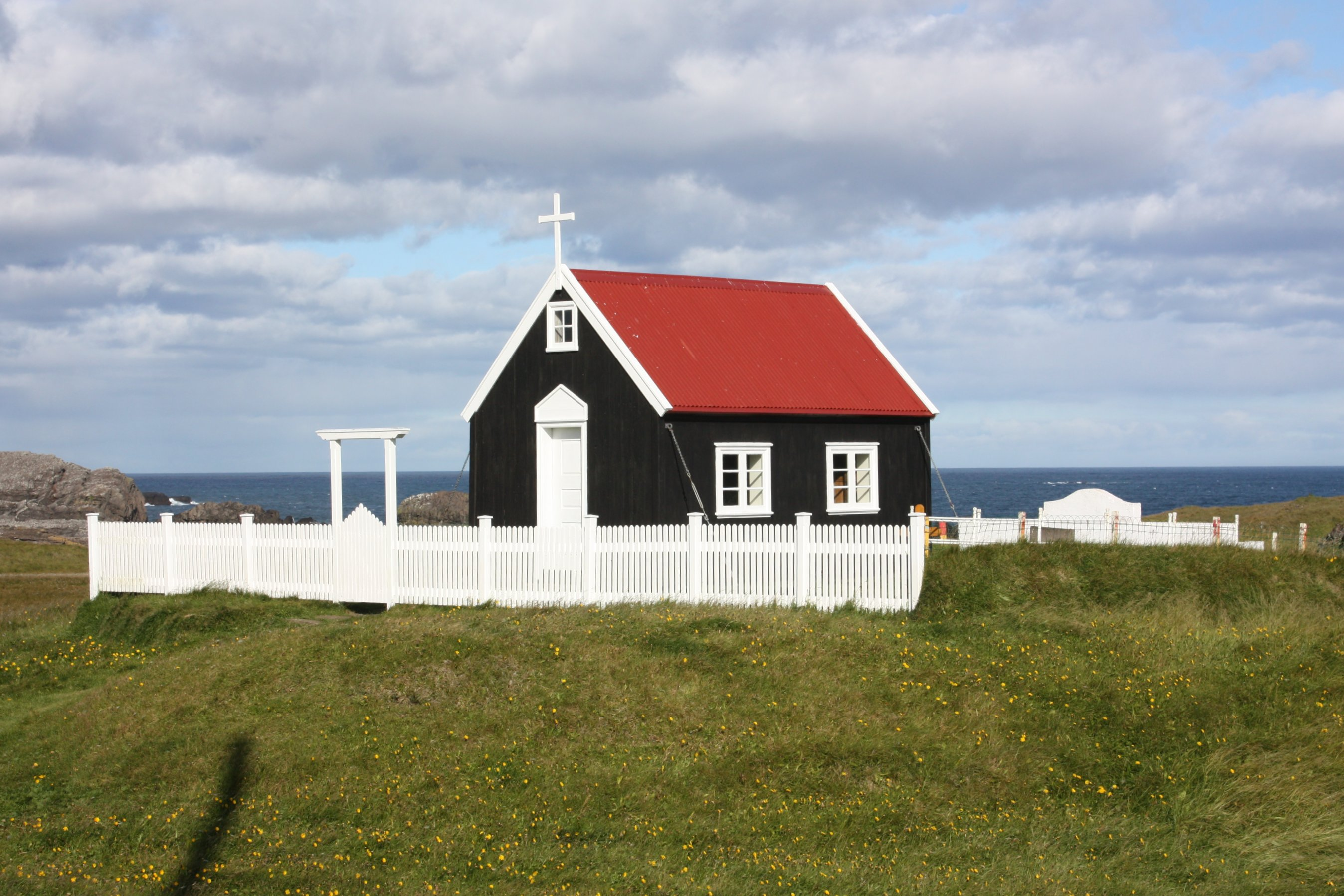
Церковь на Папей

Остров находится примерно в 5,4 км от берега на востоке Норвежского моря, напротив Хамарс-фьорда. Папей — самый большой остров в регионе Эйстюрланд, его площадь составляет около 2 км². Самая высокая точка на острове — скала Хедлисбьярг, имеет высоту около 58 метров над уровнем моря. Остров скалистый с сильно изрезанной беговой линией. В Папей есть две хороших естественные гавани — бухта Селавогюр на западе острова и бухта Ауттайрингсвогюр на северо-западе.
В скалах на острове есть большие колонии атлантических тупиков и других морских птиц. На вересковых пустошах среди камней гнездятся гаги. Остров богат растительностью, на нем было обнаружено не менее 124 видов высших растений.

## История
Впервые остров Папей упоминается в «Книге о заселении Исландии», как одно из двух мест в Исландии, где жили ирландские монахи. Согласно истории из этой книги, когда Ингольв Арнарсон и его люди жили зимой возле Лебединого форда неподалёку от Папея, некоторые из следовавших с ними женщин весной поднялись на гору и увидели дым на острове. Приглядевшись и обнаружив там особые приметы, они поняли, что дым исходит от монашеских обителей. В 1927 году местными жителями были найдены нескольких фрагментов небольших деревянных крестов, но проведенные Кристьяуном Эльдьяудном в период с 1970 по 1980 год археологические исследования на острове, не выявили никаких свидетельств существования поселений монахов, хотя было раскопана исландская усадьба X века под названием Годатайттюр.
В 1726 году численность населения Папей достигла своего пика, составляя 16 человек, затем население постоянно уменьшалось вплоть до 1966 года, когда последние жители покинули остров. На протяжении веков жители острова считались весьма зажиточными, так как имели кроме стад овец и крупного рогатого скота, ещё и побочные источники дохода — сбор пуха гаг, выращивание овощей, охота на тюленей, ловля акул и рыбы в прибрежных водах.
На острове сохранился маяк (построен в 1922 году на скале Хедлисбьярг), несколько жилых домов и церковь Папейяркиркья (построена в 1902 году). С 1996 года работает автоматизированная станция наблюдения за погодой. В летний период на остров регулярно ходит пассажирский катер из Дьюпивогюра.